# Robert Muchamore
Robert Muchamore är en engelsk ungdomsboksförfattare. Han föddes 26 december 1972 i Tufnell Park i norra London.

### Cherub Campus
Under ett besök hos sin syster i Australien hörde Muchamore sin 12-åriga systerson klaga över att det inte fanns något roligt att läsa, vilket fick honom att fundera över om det inte saknades böcker för just 12-13-åriga pojkar. Under de närmaste åren skrev han det som skulle komma att bli den första boken i serien Cherub och som sedan blev antagen av ett förlag och utkom 2004. 
Cherub-böckerna är actionbetonade och handlar om den unga pojken James Adams som blir antagen till en ytterst hemlig del av den brittiska underrättelsetjänsten, som använder sig av barn och tonåringar som agenter. Han får genomgå svåra test för att bli antagen som agent och blir sedan utskickad på farliga uppdrag.
År 2008 utgavs i samband med Världsbokdagen kortromanen Dark Sun, som utspelar sig i Cherub-universumet, men som inte översatts till svenska. Efter Shadow Wave kommer inga fler delar i första Cherub-serien.
1. 01 Rekryten (The Recruit, 2004)
2. 02 Uppdraget (Class A, 2004)
3. 03 Fritagningen (Maximum Security, 2005)
4. 04 Fritt Fall (The Killing, 2005)
5. 05 Överlevarna (Divine Madness, 2006)
6. 06 Aktivisterna (Man vs Beast, 2006)
7. 07 Misstänkt (The Fall, 2006)
8. 08 Gängkriget (Mad Dogs, 2007)
9. 09 Sömngångaren (Sleepwalker, 2008)
10. Dark Sun  Världsbokdagen-roman; mars 2008 ännu ej utgiven på svenska.
11. 10 Generalen (The General, 2008)
12. 11 Brigands M.C, 2009, ännu ej utgiven på svenska
13. 12 Shadow Wave, 2010, ännu ej utgiven på svenska.

### Aramov
Detta är en fortsättning på första Cherub-serien. Dessa böcker har inte översatts till svenska ännu. I denna serie är Ryan Sharma huvudperson.
1. People's Republic, 2011
2. Guardian Angel, 2012
3. Black Friday, 2013
4. Lone Wolf, 2014
5. New Guard, 2016

### Henderson's Boys
Böckerna i denna serie är ännu ej översatta till svenska.
Henderson's Boys handlar om upptakten till Cherub-projektet. Böckerna utspelar sig under andra världskriget och handlar om som är grundaren bakom Cherub.
1. The Escape, 2009
2. Eagle Day, 2009
3. Secret Army, 2010
4. Grey Wolves, 2011
5. The Prisoner, 2012
6. One Shot Kill, 2012
7. Scorched Earth, 2013

### Rock war
1. The audition (2014)
2. Boot camp (2015)
3. Gone wild (2016)
4. crash landing (2017)

### Robin Hood
1. Hacking Heists & Flaming Arrows (2020)
2. Piracy, Paintballs & Zebras (2021)
3. Jetskis, Swamps & Smugglers (2021)
4. Drones, Dams & Destruction (februari 2022)
5. Ransoms, Raids & Revenge (July 2022)
6. Bandits, Dirt Bikes & Trash (Mar 2023)

### Övriga
1. Killer T (2018)
2. Arctic Zoo (2019)